# Сонет 40
Сонет 40 (англ. Sonnet 40) — один из 154 сонетов, написанных Уильямом Шекспиром и впервые опубликованных в 1609 году. Дата написания неизвестна, существуют разные гипотезы на этот счёт. По результатам компьютерного анализа создание первых 60 сонетов датируют началом 1590-х годов, а к началу 1600-х относят их редактирование, но не все исследователи с этим согласны. Возможно, Шекспир редактировал все сонеты до момента их публикации.
Предположительно первое издание не было авторизованным. Тем не менее начиная с 1711 года сонеты публикуются в той же последовательности, и учёные на основе изначальной нумерации раскрывают историю любовного треугольника, которая служит подтекстом для всего цикла.
40-й сонет относится к числу стихотворений, посвящённых другу: в них Шекспир обращается к не названному по имени молодому мужчине. Личность последнего остаётся загадкой, но в большинстве гипотез фигурируют Генри Ризли, 3-й граф Саутгемптон, и Уильям Герберт, 3-й граф Пембрук. В 40-м, 41-м и 42-м сонетах упоминается ещё и некая дама, о которой, правда, почти ничего не говорится. Согласно одной из гипотез, эти сонеты посвящены «Смуглой леди» и случайно оказались в другой части цикла; согласно другой, они могут быть связаны с сонетами 36—38, где упоминается какой-то проступок друга поэта.
Как почти все сонеты Шекспира (кроме 145-го), 40-й сонет написан пятистопным ямбом.